# Экланс
Экла́нс (фр. Éclance) — коммуна во Франции, находится в регионе Шампань — Арденны. Департамент — Об. Входит в состав кантона Сулен-Дюи. Округ коммуны — Бар-сюр-Об.
Код INSEE коммуны — 10135.
Коммуна расположена приблизительно в 180 км к востоку от Парижа, в 75 км южнее Шалон-ан-Шампани, в 45 км к востоку от Труа.

## Население
Население коммуны на 2008 год составляло 124 человека.
| 1962 | 1968 | 1975 | 1982 | 1990 | 1999 | 2008 |
| ---- | ---- | ---- | ---- | ---- | ---- | ---- |
| 138  | 145  | 133  | 125  | 114  | 120  | 124  |

## Экономика
В 2007 году среди 80 человек в трудоспособном возрасте (15—64 лет) 56 были экономически активными, 24 — неактивными (показатель активности — 70,0 %, в 1999 году было 84,2 %). Из 56 активных работали 55 человек (32 мужчины и 23 женщины), безработным был 1 мужчина. Среди 24 неактивных 5 человек были учениками или студентами, 9 — пенсионерами, 10 были неактивными по другим причинам.

## Достопримечательности
- Замок Экланс (XVIII век). Памятник истории с 1982 года[3]

## Фотогалерея
- Церковь
- Памятник погибшим в Первой мировой войне
- Карта коммуны